# Фарго (сезон 2)
Второй сезон телесериала «Фарго» (англ. Fargo) в жанре криминальной драмы и чёрной комедии, создателем и автором которого является Ноа Хоули, впервые транслировался в США на канале FX с 12 октября по 14 декабря 2015 года.

## Описание
Действие в основном происходит в Фарго (штат Северная Дакота) и Луверне (штат Миннесота) в марте 1979 года (за 27 лет до событий первого сезона). Показаны события, которые в итоге привели к бойне в Су-Фолс (штат Южная Дакота). История следует за Пэгги Блумквист, девушкой из салона красоты, и её мужем Эдом Блумквистом, помощником мясника, которые пытаются скрыть убийство Рая Герхарта, сына Флойд Герхардт, стоящей во главе влиятельной криминальной семьи из Фарго. Тем временем полицейский Лу Солверсон и шериф Хэнк Ларссон расследуют тройное убийство, совершённое Раем Герхардтом.

## В ролях
- Патрик Уилсон — офицер полиции Лу Солверсон
- Кристин Милиоти — Бетси Солверсон, жена Лу
- Тед Дэнсон — шериф Хэнк Ларссон
- Кирстен Данст — Пэгги Блумквист
- Джесси Племонс — Эд Блумквист
- Майкл Хоган — Отто Герхардт
- Джин Смарт — Флойд Герхардт
- Джеффри Донован — Додд Герхардт
- Киран Калкин — Рай Герхардт
- Энгус Сэмпсон — Беар (Медведь) Герхардт
- Рэйчел Келлер — Симона Герхардт
- Букем Вудбайн — Майк Миллиган
- Ник Офферман — Карл Уэтерс
- Брэд Гарретт — Джо Було
- Зан Маккларнон — Хэнзи Дент
- Брюс Кэмпбелл — Рональд Рейган

## Эпизоды
| № общий | № в сезоне | Название                                                     | Режиссёр                         | Автор сценария                       | Дата премьеры   | Зрители в США (млн) |
| --- | ---------- | ------------------------------------------------------------ | -------------------------------- | ------------------------------------ | --------------- | ------------------- |
| 11 | 1          | «Waiting for Dutch» «В ожидании неприятностей»               | Майкл Аппендал и Рэндалл Айнхорн | Ноа Хоули                            | 12 октября 2015 | 1,59                |
| В 1979 году семейство Герхардт — наиболее известный синдикат организованной преступности в Фарго (штат Северная Дакота). Почти одновременно происходит два события. Отец семейства Отто Герхардт пострадал от инсульта, оставив династию без руководства; за его пост соперничают три сына — Додд, Беар и Рай. Тем временем на дороге возле городка Луверн (штат Миннесота) младший брат Рай употребляет наркотики, а затем пытается убедить судью Мундт разморозить активы своего партнёра, но в результате он теряет контроль и открывает стрельбу, убивая судью, повара и официантку. Затем он отвлекается и наблюдает в небе близкое появление НЛО, и в это время его сбивает машина. Водитель машины, Пэгги Блумквист, считает что Рай мёртв, и оставляет его в гараже, не сказав ничего своему мужу Эду, работающему помощником мясника. Эд обнаруживает Рая живым, но тот пытается убить Эда, и Эд вынужден его заколоть. Пэгги убеждает Эда сохранить тайну, и они прячут тело Рая в холодильнике для мяса. Офицер Лу Солверсон (отец Молли Солверсон из 1 сезона) расследует тройное убийство и замечает странность: стрелок приехал к закусочной на своей машине, а уехал на чьей-то другой. К расследованию подключается шериф Хэнк Ларсон, тесть Лу. Дома Лу делится подробностями с женой Бетси, которая проходит курс химиотерапии из-за прогрессирующего рака. Тем временем, узнав об инсульте Отто Герхардта, члены синдиката Канзас-Сити составляют планы по захвату Фарго. |            |                                                              |                                  |                                      |                 |                     |
| 12 | 2          | «Before the Law» «Перед законом»                             | Ноа Хоули                        | Ноа Хоули                            | 19 октября 2015 | 0,96                |
| Джо Було из Канзас-Сити прибывает на ферму Герхардтов вместе с Майком Миллиганом и братьями Китчен. Було предлагает Флойд Герхардт выкупить бизнес её семьи, но оставить семью над тем же бизнесом в качестве менеджеров. После его ухода Флойд рассказывает своим сыновьям (кроме Рая) о разговоре. Додду не нравится, что мать всё решает, но она говорит, что всё может измениться после того как ситуация разрешится. Затем она требует, чтобы Рая нашли. Майк и Китчены также ищут Рая. В Луверне Пэгги продолжает работать в салоне красоты, пока Эд подчищает всё в доме и отвозит тело в лавку мясника. Подвозя свою семью, Лу останавливается возле закусочной, ставшей местом тройного убийства. В траве Бетси находит пистолет Рая. Позже тем же вечером Лу замечает свет в лавке мясника и находит там Эда, который делает всё возможное, чтобы офицер не заметил, что Эд уничтожает там труп. |            |                                                              |                                  |                                      |                 |                     |
| 13 | 3          | «The Myth of Sisyphus» «Миф о Сизифе»                        | Майкл Аппендал                   | Боб ДеЛаурентис                      | 26 октября 2015 | 1,21                |
| С оружия, найденного возле закусочной, сняли отпечатки пальцев, и Рая стала искать полиция. В это же время Додд и его приспешник индеец Хэнзи Дент, а также Майк Миллиган, независимо друг от друга разыскивают Рая. Хэнк развешивает фотографии Рая по городу и заходит в парикмахерскую, в которой в это время обслуживают Бетси, и в разговоре она высказывает свои подозрения, что Рая могла сбить машина, которая его и увезла. Пэгги встревает и спорит с версией Бетси. После этого она уговаривает Эда ударить машину ещё раз, с тем чтобы замаскировать последствия столкновения с Раем. Тем временем Лу приезжает в Фарго и встречает там детектива Шмидта. Они вместе посещают ферму Герхардтов и имеют напряжённый разговор с ними. Затем Лу посещает магазин по продаже печатных машинок Скипа, где обнаруживает Миллигана и братьев Китчен, которые также ищут следы Рая. Дочь Додда — Симона — рассказывает Хэнзи о тайной квартире Рая, и вдвоём они устраивают засаду на Скипа. Засада удаётся, и они отвозят Скипа к Додду, но тот набрасывается на Симону из-за того, что она действовала самостоятельно. Допросив Скипа, Додд узнаёт, что у него нет никакой информации о местонахождении Рая. Хэнзи и Додд заставляют Скипа опуститься в вырытую могилу и засыпают его асфальтом. После этого Додд посылает Хэнзи в Луверн, чтобы продолжить поиски там. |            |                                                              |                                  |                                      |                 |                     |
| 14 | 4          | «Fear and Trembling» «Страх и трепет»                        | Майкл Аппендал                   | Стив Блэкман                         | 2 ноября 2015   | 1,28                |
| Отто Герхардта отвозят к врачу. Симона занимается любовью с Майком и неосторожно упоминает про этот визит к доктору. На выходе из клиники братья Китчены уничтожают защитников Отто, оставив его самого невредимым. Тем временем Флойд, Додд и Беар встречаются с Джо Було и делают контр-предложение: партнёрство. Було отклоняет эту идею, указав Флойд на проблему семейного бизнеса — родственников тяжелее приструнить. Було звонит начальству, которое отвергает предложение; новое предложение от Канзас-Сити — на два миллиона долларов меньше, и если оно не будет принято, то все Герхардты будут уничтожены. В Луверне Хэнзи посещает дом Эда и Пэгги Блумквист и находит в камине пряжку от ремня Рая. Лу говорит Блумквистам о своих подозрениях и предупреждает о возможной мести клана Герхардт, но Пэгги не хочет сотрудничать с полицией. На ферме Герхардтов Флойд приказывает семье готовиться к войне. |            |                                                              |                                  |                                      |                 |                     |
| 15 | 5          | «The Gift of the Magi» «Дары волхвов»                        | Джеффри Рейнер                   | Мэтт Уолперт и Бен Недиви            | 9 ноября 2015   | 1,13                |
| Лу временно сняли с дела, чтобы сопровождать автобус кандидата в президенты Рональда Рейгана. Когда Хэнзи рассказывает Флойд о своих находках, Додд использует это, чтобы перевести стрелки — и Эд становится убийцей по кличке «Мясник», присланным из Канзас-Сити, чтобы убить Рая. Флойд отвечает тем, что посылает группу вооружённых людей напасть на переговорщиков из Канзас-Сити, направившихся на охоту. Хэнзи убивает одного из братьев Китчен, а также Джо Було, и отправляет голову Джо Майку Миллигану. В очередной визит Симоны Майк угрожает ей и требует, чтобы она шпионила за семьёй для него. В то же время Додд посылает Вёрджела убить Эда и разрешает сыну Беара — Чарли — помочь в этом. В Луверне Пэгги очень серьёзно воспринимает предупреждение Лу и собирается уехать в Калифорнию, но Эд уговаривает её остаться — он вложился в то, чтобы жить здесь. Пэгги почти уезжает без него, но меняет решение и продаёт свою машину механику из автомастерской, для того чтобы Эд мог заплатить задаток за мясную лавку. Вёрджил и Чарли прибывают в Луверн и совершают неудачную попытку убийства — Вёрджил убит, Чарли госпитализирован, мясная лавка сгорела. Эд приезжает домой, чтобы уехать вместе с Пэгги, но за дверью уже слышны полицейские сирены. |            |                                                              |                                  |                                      |                 |                     |
| 16 | 6          | «Rhinoceros» «Носороги»                                      | Джеффри Рейнер                   | Ноа Хоули                            | 16 ноября 2015  | 1,15                |
| Эд арестован и доставлен в полицию для дачи показаний, а в это время Хэнк расспрашивает Пэгги в доме Блумквистов. В разговоре он упоминает, что её бывшая машина будет отдана на доскональный анализ для поиска крови, и Пэгги рассказывает правду. В Фарго Флойд настаивает на том, чтобы «Мясник» (Эд Блумквист) был казнён, а Чарли вызволен из тюрьмы. Несколько часов спустя Додд и его помощники подъезжают к дому Блумквистов в поисках Эда, а Беар со своими людьми направляется к полицейскому участку. Хэнзи сбивает Хэнка ударом в голову, но Пэгги удаётся обезвредить Додда электрошокером. Когда Эд требует адвоката, Лу вызывает единственного адвоката в городе — Карла Уиверса, напивающегося в это время в баре. После разговора с Эдом Карл собирается покинуть участок, но в это время его окружают люди Беара. Зная, что Эда застрелят как только увидят, Лу прибегает к хитрости: Карл отвлекает Беара и его людей, представляясь адвокатом Чарли и говоря, что им стоит разойтись, поскольку Чарли скоро освободят; тем временем Лу и Эду удаётся выпрыгнуть через заднее окно, избежав Хэнзи. Беар и его люди отходят без стрельбы. Хэнк встал на ноги достаточно твёрдо для того чтобы вернуться в город, и наталкивается на Лу и Эда. Эд сбегает (предположительно, к Пэгги), но за ним скрытно устремляется Хэнзи. Тем временем Симона звонит Майку и сообщает, что все уехали в Луверн. Она просит чтобы Майк убил отца, опека которого ей надоела. Майк и его сообщники приезжают на ферму Герхардтов и расстреливают всё из автоматов. |            |                                                              |                                  |                                      |                 |                     |
| 17 | 7          | «Did You Do This? No, You Did It!» «Это ты сделал? Нет, ты!» | Кит Гордон                       | Ноа Хоули, Мэтт Уолперт и Бен Недиви | 23 ноября 2015  | 1,24                |
| Герхардты хоронят Отто и то, что осталось от Рая на ферме. Сразу после похорон прибывают Лу и Бен и привозят Флойд в участок на допрос. Она идёт на сделку — освобождение от последствия преступлений её семьи в обмен на информацию о синдикате Северной Дакоты и о том, как они проводят свои операции. Тем временем Беар перехватывает свою племянницу Симону, когда она выходит из отеля от Майка Миллигана, отвозит её в уединённое место в лесу и казнит за предательство семьи. Лу просит Карла посидеть вместе с Бетси, присмотреть за ней и Молли. Бетси говорит Карлу, что по-видимому она получает плацебо вместо лекарства от рака и просит Карла присмотреть за её семьёй, когда её не станет. Бетси едет в дом отца, чтобы покормить кота, и в кабинете находит множество рисунков со странными символами. Майку звонят из штаб-квартиры и сообщают, что его время вышло — «гробовщик выехал». Когда «гробовщик» появляется, Майк немедленно убивает его и двух его подручных, собираясь обвинить во всём Герхардтов. Тут же раздаётся звонок от Эда Блумквиста, который везёт Додда в багажнике. |            |                                                              |                                  |                                      |                 |                     |
| 18 | 8          | «Loplop» «Лоплоп»                                            | Кит Гордон                       | Боб ДеЛаурентис                      | 30 ноября 2015  | 1,32                |
| Эд возвращается домой и находит там Пэгги, которая сторожит Додда Герхардта, который думает, что она сошла с ума, потому что разговаривает с воображаемым тренером по мотивации. Эд и Пэгги помещают Додда в багажник его же машины и уезжают в охотничий домик родственников под Канистотой (штат Южная Дакота). Сразу после их ухода дом Блумквистов исследуют Лу и Хэнк и находят там два трупа. После полицейских в том же доме появляется Хэнзи. Эд делает несколько неудачных телефонных звонков с заправки, пытаясь договориться с Герхардтами, но похоже никто не заинтересован в этом. Затем он звонит Майку Миллигану, предлагая ему Додда в обмен на то, чтобы избавиться от Герхардтов; они договариваются встретиться в мотеле в Су-Фоллз на следующее утро. Додду удаётся освободиться, он оглушает Пэгги, а затем подвешивает Эда, когда он возвращается. Пэгги оживает, сбивает Додда и спасает Эда от удушения. В поисках Блумквистов Хэнзи натыкается на бар расистов, стреляет по ногам двух завсегдатаев и убивает бармена, а также двух полицейских, приехавших на вызов, в результате чего на индейца объявляют охоту. Используя подсказку из дома Блумквистов, Хэнзи находит подругу Пэгги Констанцию, которая посещает семинар. Когда Пэгги звонит Констанции, Хензи заставляет её разузнать, где скрываются Блумквисты. Задушив Констанцию, он приезжает на ту же заправку, с которой звонил Эд, и ему удаётся узнать от владельца заправки, где искать дальше. Узнав индейца по фото в газете, владелец заправки звонит в полицию. Хэнзи находит охотничий домик и держит Эд и Пэгги на мушке, затем убивает Додда выстрелом в голову. Хэнзи говорит, что «устал от такой жизни» и просит Пэгги сделать ему деловую причёску. Лу и Хэнк врываются через заднюю дверь, и происходит перестрелка, в ходе которой Пэгги вонзает ножницы в спину Хэнзи. Индеец спасается бегством через переднюю дверь. |            |                                                              |                                  |                                      |                 |                     |
| 19 | 9          | «The Castle» «Замок»                                         | Адам Аркин                       | Ноа Хоули и Стив Блэкман             | 7 декабря 2015  | 1,31                |
| Голос за кадром читает отрывок из «Истории преступлений на Среднем Западе», объясняющий странные события, которые привели к текущей ситуации. Вновь задержав Эда и Пэгги Блумквист, Лу и Хэнк вынуждены вызвать полицию Южной Дакоты, поскольку пребывают на их территории. Тогда Эд рассказывает о договорённости встретиться с Майком Миллиганом, на которой собирались передать (теперь уже мёртвого) Додда Герхардта. Полицейский капитан Чейни собирается засесть в мотеле и повесить на Эда микрофон, чтобы получить доказательства против банды из Канзас-Сити. Лу выступает резко против этой идеи, и его отсылают из штата, а Хэнк остаётся. Эд и Пэгги соглашаются на сделку. Полиция, Эд и Пэгги, а также Хэнк едут в мотель. Голос за кадром говорит о том, что Хэнзи предал Герхардтов по неизвестной причине. Хэнзи звонит на ферму и дезинформирует Флойд и Беара о том, что люди из Канзас-Сити держат Додда в мотеле в Су-Фоллз. Тем временем Лу узнаёт, что Хэнзи убил владельца заправки и едет в мотель, чтобы предупредить полицию: он подозревает, что Хэнзи узнал о плане засады. В то же время состояние Бетси резко ухудшается. Лу прибывает в мотель слишком поздно, Герхардты уже расстреливают Чейни и других офицеров. Убивают почти всех, Хэнк ранен, Бена Шмидта оглушает Пэгги. Беар видит, как Хэнзи убивает Флойд, но Беар ранен пулей Лу и в бешенстве душит его. В разгаре безумия над мотелем нависает огромное НЛО, Беар отвлекается, и Лу удаётся его убить. Пэгги и Эду удаётся бежать, но их преследует Хэнзи. Слышны сирены прибывающего подкрепления, и раненый Хэнк говорит Лу, чтобы он шёл за Хэнзи и Блумквистами. |            |                                                              |                                  |                                      |                 |                     |
| 20 | 10         | «Palindrome» «Палиндром»                                     | Адам Аркин                       | Ноа Хоули                            | 14 декабря 2015 | 1,82                |
| Герхардты уничтожены, кроме одного выжившего, сидящего в тюрьме. Хэнзи преследует Эда и Пэгги, бегущих по аллее, а Лу идёт за Хэнзи. Хэнзи удаётся ранить Эда, и он идёт по кровавому следу. Блумквисты прячутся в супермаркете и запираются в комнате-холодильнике, где хранятся мясные туши. Лу и Бен Шмидт стучатся в неё, но Пегги уверена, что это Хэнзи. У неё возникает галлюцинация, что индеец выкуривает их дымом. Когда она открывает дверь, чтобы спастись от «дыма», Лу и Бен Шмидт арестовывают её. Лу осматривает тело Эда и обнаруживает, что тот умер от потери крови. Лу отвозит Пеги, которая уже окончательно сошла с ума, обратно в Миннесоту. В парке раненый Хэнзи встречается с человеком, который отдаёт ему документы на новую личность — Моисей Триполи. Хэнзи говорит, что ему нужен пластический хирург, и возможно он создаст свою криминальную империю. Майк Миллиган возвращается в штаб-квартиру как победитель и получает повышение, но оказывается, что его ставят на обычную корпоративную административную работу. Тем временем Бетси восстанавливается после ухудшения, которое дало лекарство. Хэнк и семья Лу собираются все вместе в доме. Никто не может объяснить появление НЛО. Бетси спрашивает Хэнка о странных символах в его доме, и он объясняет, что пытается создать универсальный пиктографический язык для глобального общения и понимания. |            |                                                              |                                  |                                      |                 |                     |

## Изобразительное решение
Оператор-постановщик второго сезона Дана Гонзалес (англ. Dana Gonzales) придал изображению необычный стиль, подчёркивающий эпоху 1970-х годов. Для этого при цветокоррекции создан специфический «винтажный» колорит. Самым необычным решением была замена во всех съёмочных локациях современных натриевых ламп уличного освещения на вольфрамовые, использовавшиеся в США в описанный период. Ещё одной крупной проблемой, которую пришлось решать съёмочной группе, была слишком высокая для сезона температура в Калгари, где проходили натурные съёмки. В результате снег пришлось завозить грузовиками с близлежащих гор.